# Будников, Максим Владимирович
Макси́м Влади́мирович Бу́дников (род. 31 мая 1983, Чамзинка, Мордовская АССР) — российский футболист, защитник.

## Карьера
Воспитанник ДЮСШ «Чамзинка». Первый тренер — И. М. Танаев. Играл в чемпионате Мордовии за «Цементник» из Комсомольского, затем во Втором российском дивизионе за саранские клубы «Биохимик-Мордовия» и «Мордовия» провёл 96 матчей, забил 5 мячей.
В Премьер-лиге чемпионата России дебютировал 7 апреля 2007 года за самарские «Крылья Советов»  в матче против раменского «Сатурна», выйдя на замену на 77-й минуте.
В межсезонье 2007/08 перешёл из «Крыльев Советов» в клуб «Носта» Новотроицк.
11 января 2010 года подписал контракт с «Мордовией» сроком на один год. В августе 2014 года перешёл в «Нефтехимик» Нижнекамск.
В 2006 году являлся капитаном сборной «Центр» второго дивизиона на проходившем в Саранске Кубке ПФЛ «Надежда» и был признан лучшим защитником турнира.